# Rick Parashar
Rick Parashar foi um produtor musical que ganhou notoriedade no começo da década de 1990, pelo seu trabalho com bandas grunge como Pearl Jam, Alice in Chains, e Blind Melon.